# Адам, Люк
Люк А́дам (англ. Luke Adam; род. 18 июня 1990, Сент-Джонс, Ньюфаундленд и Лабрадор, Канада) — канадский хоккеист, центральный нападающий. В настоящее время является игроком клуба «Нюрнберг Айс Тайгерс», выступающий в Немецкой хоккейной лиге (DEL). С 2006 по 2010 год играл в командах Главной юниорской хоккейной лиге Квебека (QMJHL) «Сент-Джонс Фог Девилз», «Монреаль Джуниорс» и «Кейп-Бретон Скриминг Иглз». В 2008 году на драфте НХЛ был выбран во 2-м раунде под общим 44-м номером клубом «Баффало Сейбрз», в системе которого играл до 2014 года. В сезоне 2014/15 был обменян в «Коламбус Блю Джекетс», где играл в основном за фарм-клуб в Американской хоккейной лиге (АХЛ) «Спрингфилд Фэлконс». Следующий сезон провёл в клубе АХЛ «Хартфорд Вулф Пэк», фарм-клубе «Нью-Йорк Рейнджерс». С 2016 по 2019 год играл в команде DEL «Адлер Мангейм». По итогам сезона 2018/19 стал чемпионом Немецкой лиги. В составе сборной Канады становился серебряным призёром молодёжного чемпионата мира (2010).

## Карьера
Адам начал свою карьеру в молодёжной команде «Сент-Джонс Фог Девилз» в Главной юниорской хоккейной лиге Квебека (QMJHL). Он играл за «Сент-Джонс» в течение двух сезонов, пока не был выбран «Баффало» на драфт НХЛ 2008 года. После сезона 2007/2008 «Сент-Джонс Фог Девилз» переехал в Монреаль, где стал именоваться «Монреаль Джуниорс». Перед сезоном 2009/2010 Адам был обменян в «Кейп-Бретон Скриминг Иглз». В этом же году Люк был приглашен в молодёжную сборную Канады для участия в МЧМ-2010, проходившем в канадских городах Саскатун и Реджайна. Вместе с командой Адам завоевал серебряные медали, заработав 8 очков в 6 играх.
26 октября 2010 года Адам провёл свой дебютный матч в НХЛ. В этом матче «Баффало» потерпел поражение от «Филадельфии Флайерз» со счетом 3:6. 7 декабря 2010 года, в выездном матче против «Бостон Брюинз», Люк забросил свою первую шайбу в НХЛ.
В сезоне 2011/12 Адам вошел в состав участников матча молодых звёзд НХЛ. Это сезон стал лучшим для нападающего в НХЛ, в котором он заработал 20 (10+10) результативных баллов в 52 играх. Следующие сезоны Адам проводил преимущественно в фарм-клубе «Сейбрз» в Американской хоккейной лиге (АХЛ) «Рочестер Американс». Люк играл в системе «Баффало» до 16 декабря 2014 года, пока не был обменян в «Коламбус Блю Джекетс» на Джерри Д’Амиго. За «Блю Джекетс» он сыграл только в трёх матчах, основное время находясь в фарм-клубе.
Перед сезоном 2015/16 Адам подписал двусторонний контракт с клубом «Нью-Йорк Рейнджерс». После тренировочного лагеря «Рейнджерс» канадец был отправлен в фарм-клуб в АХЛ «Хартфорд Вулф Пэк», где он провёл весь сезон, не сыграв ни разу за основную команду. По окончании сезона Люк подписал контракт с клубом «Адлер Мангейм», выступающим в Немецкой хоккейной лиге (DEL). В сезоне 2018/19 Адам помог своей команде выиграть чемпионский кубок. По окончании того сезона Люк в качестве свободного агента перешёл в другой клуб лиги — «Дюссельдорф». В новой команде Адам был назначен альтернативным капитанов — впервые в своей карьере в Германии. За «Дюссельдорф» сыграл 48 игр, в которых набрал 30 (14+16) результативных баллов. 20 ноября 2020 года канадец подписал однолетний контракт с другим немецким клубом — «Нюрнберг Айс Тайгерс».

## Личная жизнь
Отец Адама, Рассел, тоже был хоккеистом. Он сыграл 8 игр в НХЛ за «Торонто Мейпл Лифс» в сезоне 1982/1983.
Адам является поклонником бейсбольного клуба «Детройт Тайгерс» из Главной лиги бейсбола (MLB).

## Статистика
| Легенда | Легенда                    | Легенда | Легенда                   | Легенда | Легенда    |
| ------- | -------------------------- | ------- | ------------------------- | ------- | ---------- |
| И       | Количество проведённых игр | Штр     | Штрафное время            | +/−     | Плюс-минус |
| Г       | Голы                       | П       | Голевые передачи          | О       | Очки       |
| -       | Статистика неизвестна      | —       | Статистика не учитывалась |         |            |

## Достижения
| Год  | Команда       | Достижение                                    | Достижение |
| ---- | ------------- | --------------------------------------------- | ---------- |
| 2010 | Канада (мол.) | Серебряный призёр молодёжного чемпионата мира |            |
| 2019 | Адлер Мангейм | Чемпион Германии / DEL                        |            |

| Год  | Команда                   | Достижение                                      | Достижение |
| ---- | ------------------------- | ----------------------------------------------- | ---------- |
| 2010 | Кейп-Бретон Скриминг Иглз | Попадание в первую Сборную всех звёзд QMJHL     |            |
| 2011 | Портленд Пайретс          | Попадание в Сборную новичков АХЛ                |            |
| 2011 | Портленд Пайретс          | Обладатель «Дадли (Ред) Гарретт Мемориал Эворд» |            |
| 2011 | Портленд Пайретс          | Участник Матча всех звёзд АХЛ (2)               |            |
| 2014 | Рочестер Американс        | Участник Матча всех звёзд АХЛ (2)               |            |
| 2012 | Баффало Сейбрз            | Участник Матча молодых звёзд НХЛ                |            |